# Eleanor Catton
Eleanor Catton (London, 24 settembre 1985) è una scrittrice e sceneggiatrice neozelandese.

## Biografia
Nata London nel 1985, all'età di sei anni Eleanor Catton si trasferisce con la famiglia a Christchurch, in Nuova Zelanda. Catton trascorre anche un anno a Leeds, nello Yorkshire, dove frequenta la Lawnswood School, esperienza che ha considerato «sorprendente, ma una vera rivelazione» a causa della durezza dell'ambiente. Frequenta la Burnside High School, studia inglese all'Università di Canterbury. Nel 2008 consegue il Master of Arts con lode in scrittura creativa presso l'Università Victoria di Wellington, e nel 2009 il Bachelor of Arts.
È imparentata con il giornalista e storico Bruce Catton.

### Vita privata
Il 3 gennaio 2016 Eleanor Catton si è sposata con il poeta Steven Toussaint.

## Carriera

### La prova
Il romanzo d'esordio di Catton è La prova (The Rehearsal), pubblicato nel 2008. Il romanzo è stato sviluppato come tesi del suo master universitario, e tratta delle reazioni rispetto alla scandalosa relazione tra un insegnante e una sua studentessa adolescente. Nello stesso anno, alla Catton viene assegnata una borsa di studio per l'Iowa Writers' Workshop. Nel 2011 partecipa a un laboratorio che fornisce supporto agli scrittori neozelandesi e promuove la letteratura neozelandese (intitolato all'assistente sociale e poetessa Ursula Bethell) presso l'Università di Canterbury.
Nel 2016, La prova è stato trasposto in un film proiettato nella sezione "Contemporary World Cinema" al Toronto International Film Festival.

### I Luminari
Nel 2013 viene pubblicato il suo secondo romanzo, I Luminari (The Luminaries). Il romanzo, ambientato nei bacini auriferi della Nuova Zelanda nel 1866, ha vinto il Booker Prize, rendendo la Catton, all'età di 28 anni, l'autrice più giovane di sempre a vincere tale premio.
Composto da 832 pagine (nella versione originale), I Luminari è l'opera più estesa a vincere il Booker Prize nei suoi primi 45 anni di storia. Robert Macfarlane, il presidente di giuria, lo ha definito «un lavoro straordinario, luminoso, vasto senza essere dispersivo». Catton ha ricevuto il premio (comprensivo di 50000 £) dalla duchessa di Cornovaglia Camilla Shand il 15 ottobre 2013, presso il palazzo cerimoniale di Guildhall.
Nel novembre 2013, Catton ha ricevuto anche il Premio letterario per la narrativa del Governatore generale canadese, mentre nel maggio 2014 ottiene una laurea honoris causa in Lettere presso l'Università Victoria di Wellington, che aveva già frequentato. Inoltre, viene nominata Membro dell'Ordine al merito della Nuova Zelanda per i servizi alla letteratura.
Nel 2020, I Luminari è stato adattato in una miniserie televisiva (di cui Catton è anche sceneggiatrice) da Television New Zealand e BBC Two, che ha debuttato il 17 maggio dello stesso anno su TVNZ1.

### Altre opere
Eleanor Catton ha scritto la sceneggiatura del film Emma. (2020), diretto da Autumn de Wilde e basato sull'omonimo romanzo di Jane Austen.

## Riconoscimenti
- La prova
  - 2007 – Premio Adams[20]
  - 2008 – Betty Trask Award[21]
  - 2009 – Candidatura al Guardian First Book Award[22]
  - 2009 – Candidatura all'Orange Prize[23]
- I luminari
  - 2013 – Booker Prize[13]
  - 2014 – Candidatura al Walter Scott Prize[24]